# Qark Gjirokastra

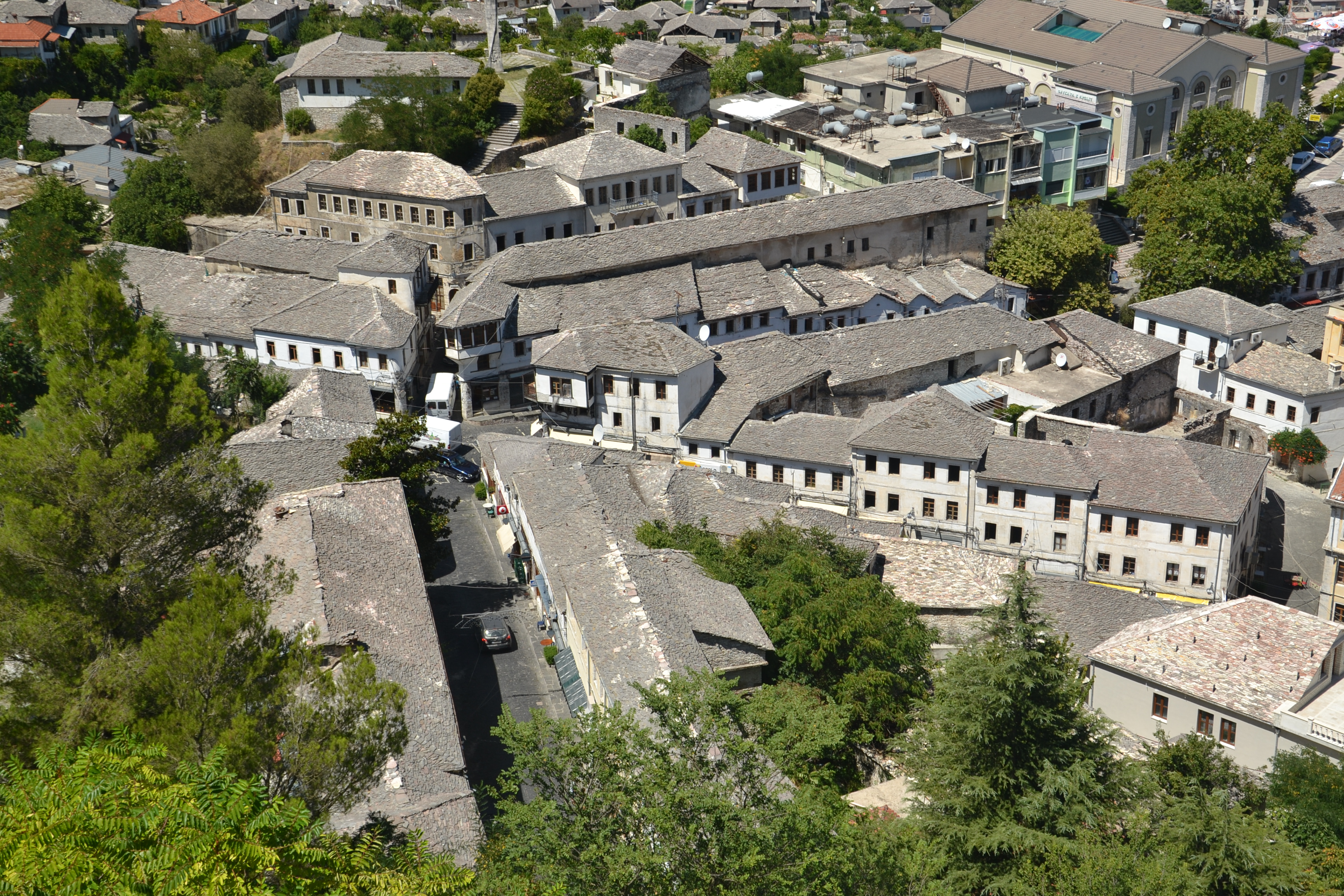
Altstadt von Gjirokastra (UNESCO-Weltkulturerbe)

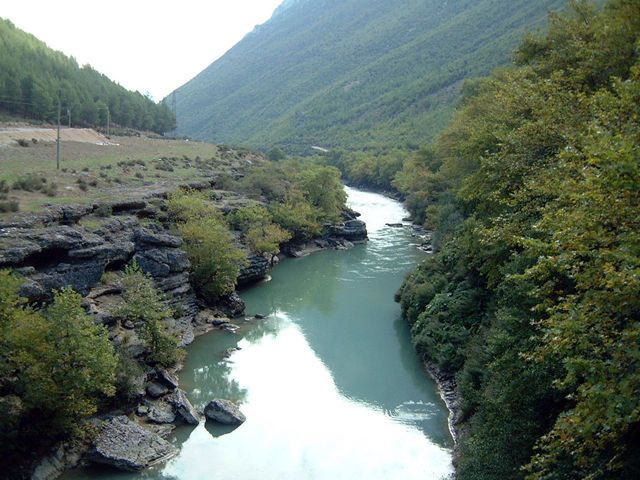
Vjosa-Schlucht bei Këlcyra

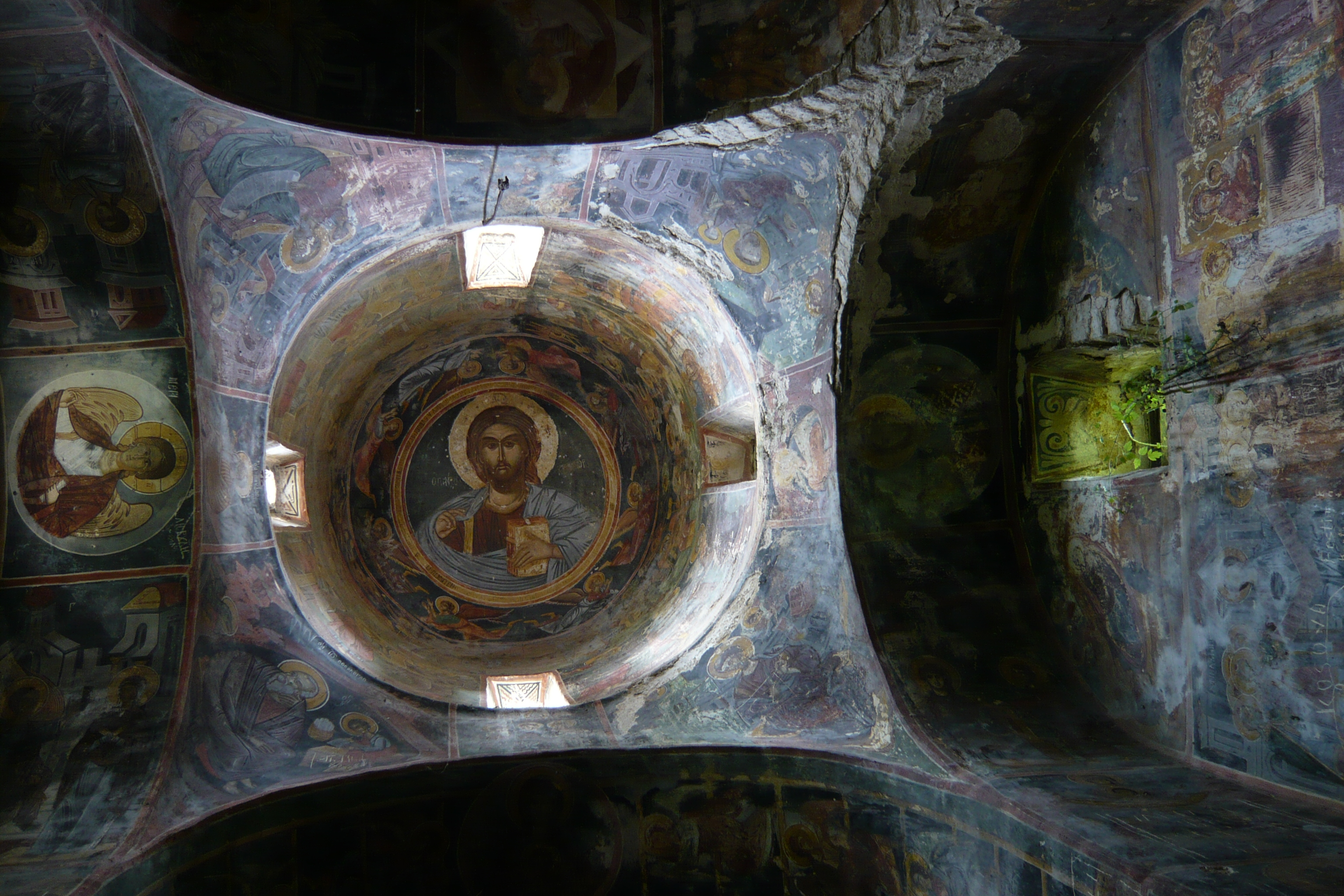
Fresken in der Klosterkirche von Çatistra, Pogon

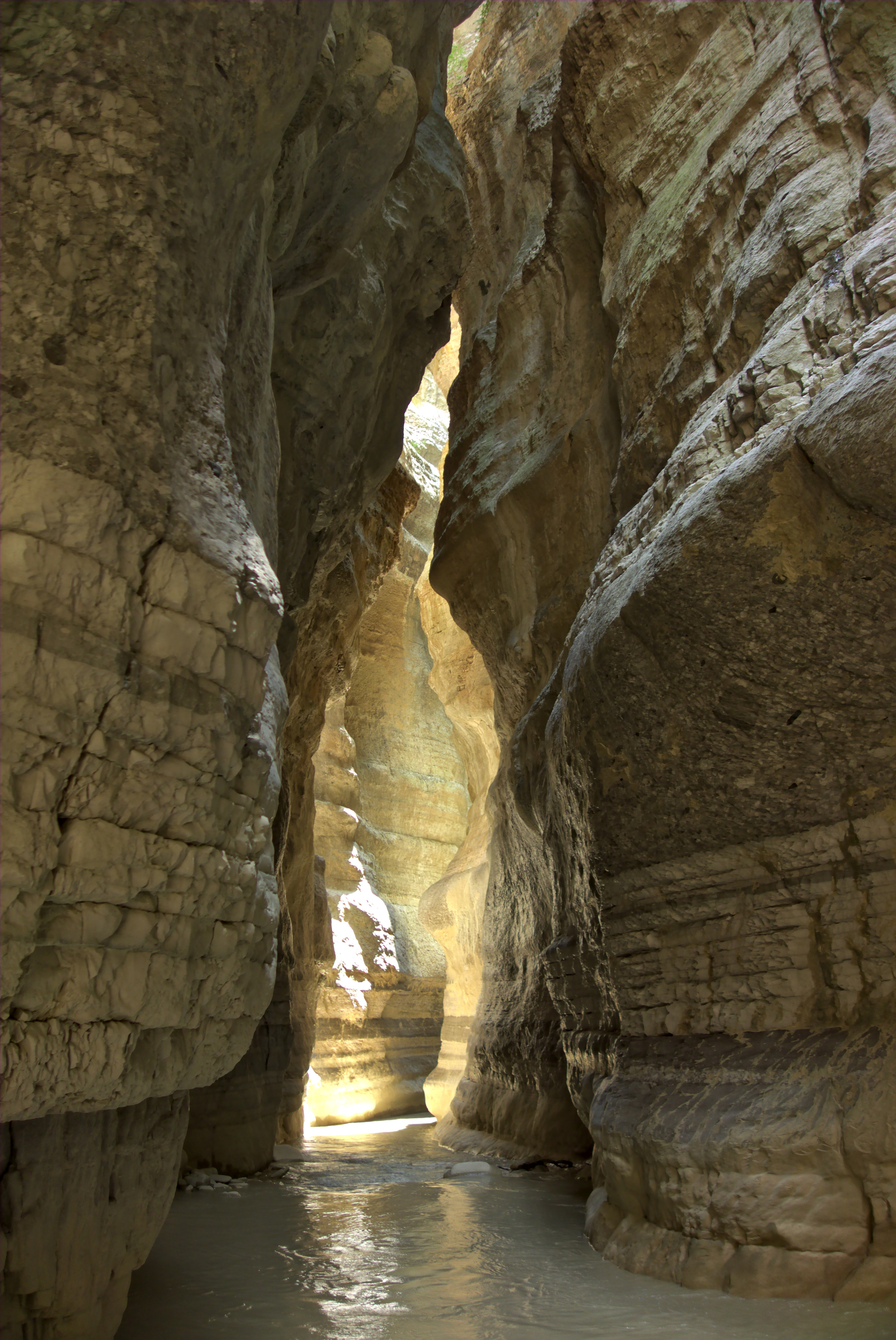
Lengarica-Canyon bei Përmet

Der Qark Gjirokastra (albanisch Qarku i Gjirokastrës; griechisch Περιφέρεια Αργυροκάστρου Periféreia Argyrokástrou) ist einer der zwölf Qarks in Albanien. Er liegt im südalbanischen Hinterland und hat eine Fläche von 2884 Quadratkilometern. Die Hauptstadt ist das zum UNESCO-Weltkulturerbe erklärte Gjirokastra.

## Geographie
Der Qark Gjirokastra umfasst das Berggebiet im Süden Albaniens hinter dem Küstengebirge. Gjirokastra ist das historische, wirtschaftliche und administrative Zentrum. Weitere wichtige Orte sind Tepelena und Përmet. Im Südosten grenzt der Qark an Griechenland. Der ganze Qark gehört zum gebirgigen Einzugsgebiet der Vjosa; der südwestliche Teil ist vom Tal des Nebenflusses Drino geprägt. Zwischen Drino und Vjosa liegt die Nemërçka (2485 m ü. A.), der höchste Berg Südalbaniens nebst dem auf der Grenze zu Griechenland im Qark Korça gelegenen Grammos. Im Osten des Gebiets liegt der Nationalpark Hotova-Dangell, der eine große Fläche an Kiefernwälder schützt. Die Flussläufe von Vjosa, Shushica, Bënça, Drino und Kardhiq-Bach bilden den Nationalpark Vjosa.
Im Westen des Qarks liegt der Qark Vlora. Die Grenze wird unter anderem vom Mali i Gjerë (1800 m ü. A.) und vom Kurvelesh gebildet. Im Norden gibt es ein kurzes Stück Grenze zum Qark Fier, ein längeres zum Qark Berat. Im Osten grenzt er an den Qark Korça.
Bis 2015 war der Qark in die Kreise Gjirokastra, Përmet und Tepelena und 22 Gemeinden gegliedert.

## Bevölkerung
Im Grenzgebiet zu Griechenland existiert eine große griechischsprachige Minderheit.
Die Volkszählung 2023 weist für den Qark eine Bevölkerung von 60.013 Einwohnern aus. Der Qark ist der bevölkerungsärmste Albaniens. 2011 waren es noch 72.176 Einwohner. Der Qark Gjirokastra hat somit in den zwölf Jahren seit der letzten Volkszählung 17 % der Einwohner verloren. In den zehn Jahren zuvor war es sogar ein Drittel der Bevölkerung. Die Entwicklung wurde aber verfälscht durch den Boykott der griechischen Minderheit bei der Volkszählung 2011.
Insgesamt sind 38,54 Prozent der Einwohner Moslems, hinzu kommen Bektaschiten mit einem Anteil von 8,48 Prozent. Knapp 17,43 Prozent sind orthodoxe, 2,07 Prozent katholische, 0,08 Prozent evangelische und 0,07 Prozent andere Christen. 8,38 Prozent sind Gläubige ohne Religion und 6,3 Prozent Atheisten. 15,16 Prozent weigerten sich, eine Angabe zu ihrer Religion zu machen.

## Politik und Verwaltung
Der Qark-Rat (alb. Këshilli i Qarkut), die Legislative des Qarks mit einigen Kompetenzen gegenüber der Zentralregierung in Tirana, zählt 21 Mitglieder.
Der Qark Gjirokastra stellt für die 2009 und 2013 beginnenden Legislaturperioden des albanischen Parlaments fünf Abgeordnete von insgesamt 140.
| Gemeinde    | Njësitë administrative (alte Gemeinden)                        | Kreis       | Einwohner 2023 | Einwohner 2011 |
| ----------- | -------------------------------------------------------------- | ----------- | -------------- | -------------- |
| Dropull     | Dropull i poshtëm, Dropull i sipërm, Pogon                     | Gjirokastra | 8.259          | 03.503         |
| Gjirokastra | Antigoneja, Cepo, Gjirokastra, Lazarat, Lunxhëri, Odria, Picar | Gjirokastra | 23.270         | 28.673         |
| Këlcyra     | Ballaban, Dishnica, Këlcyra, Suka                              | Përmet      | 4.400          | 06.113         |
| Libohova    | Libohova, Qënder, Zagoria                                      | Gjirokastra | 2.765          | 03.667         |
| Memaliaj    | Buz, Fshat Memaliaj, Krahës, Luftinja, Memaliaj, Qesarat       | Tepelena    | 6.578          | 10.657         |
| Përmet      | Çarçova, Frashër, Përmet, Petran, Qendër Piskova               | Përmet      | 7.980          | 10.614         |
| Tepelena    | Kurvelesh, Lopës, Qendër, Tepelena                             | Tepelena    | 6.761          | 08.949         |

| Kreis       | Hauptstadt  | Fläche    | Einwohner (2011) | Einwohner (2001) | Anzahl Gemeinden |
| ----------- | ----------- | --------- | ---------------- | ---------------- | ---------------- |
| Gjirokastra | Gjirokastra | 1.137 km² | 35.843           | 55.991           | 13               |
| Përmet      | Përmet      | 929 km²   | 16.727           | 25.837           | 9                |
| Tepelena    | Tepelena    | 817 km²   | 19.606           | 32.465           | 10               |